# Élections législatives égyptiennes de 2025
Les élections législatives égyptiennes de 2025 sont prévus en 2025 afin de renouveler les membres de la Chambre des représentants de l'Égypte.

## Système électoral
La Chambre des représentants est la chambre basse du parlement bicaméral égyptien. Elle est composée de 596 députés renouvelés tous les cinq ans, dont 284 au scrutin uninominal majoritaire à deux tours dans 142 circonscription électorale auxquels se rajoutent 284 autres élus au scrutin proportionnel plurinominal avec listes fermées dans quatre circonscriptions dont deux de 100 sièges et deux autres de 42, basées sur les limites des 27 gouvernorats du pays. Ces sièges de listes sont éventuellement répartis de manière à respecter un quota de 25 % de femmes à la chambre s'il n'est pas déjà atteint. Enfin, 28 députés sont nommés par le président de la République,,.
Le ratio 50/50 de sièges élus au scrutin majoritaire et de sièges élus à la proportionnelle parmi les sièges pourvus au scrutin direct est inscrit en dur dans la constitution depuis son amendement en 2019. Le total de sièges à la chambre peut cependant varier à chaque législature[réf. nécessaire].